# Retroversión uterina

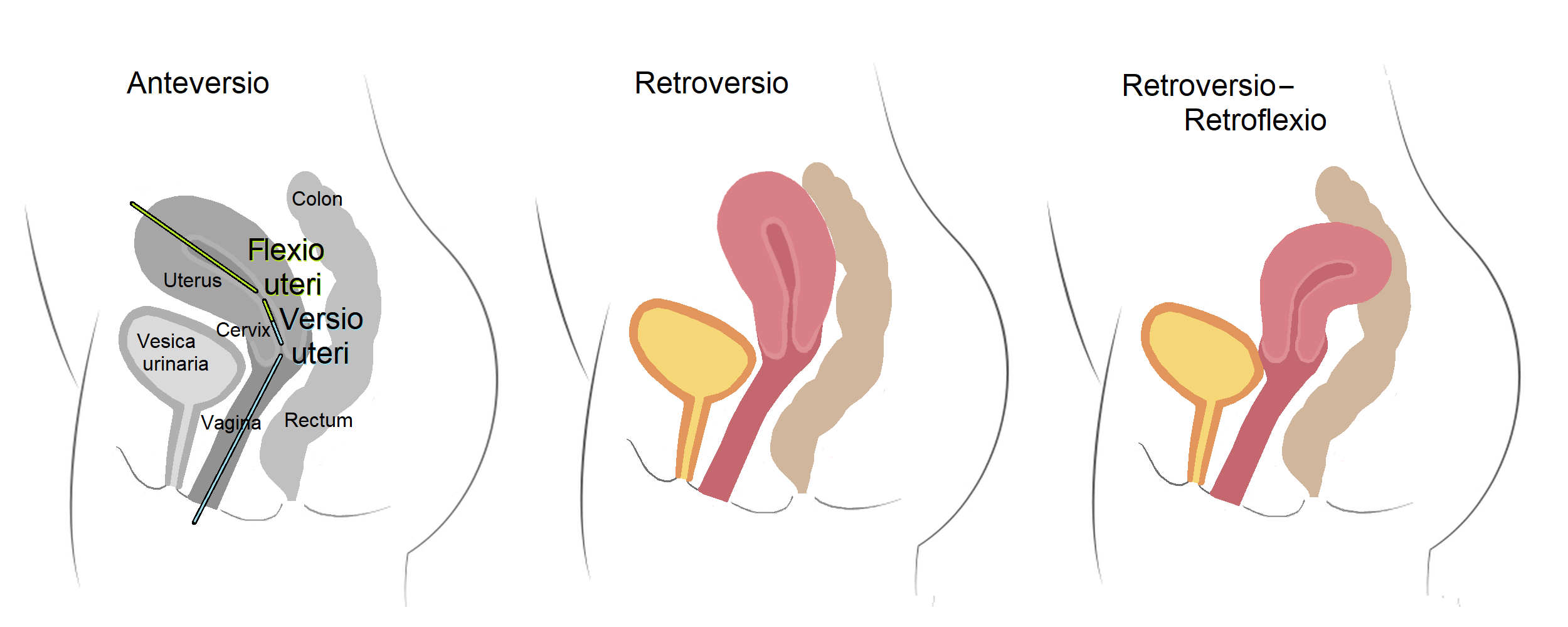

La retroversión uterina o también llamado útero invertido es una variante de la anatomía de la mujer en la zona pélvica, esto significa que la posición del útero esta hacia atrás en vez de hacia adelante. Pueden sufrir de dolor en la región lumbar o pelvica en el momento del síndrome premenstrual o en su periodo. Otras sienten una sensación persistente de estiramiento hacia abajo, sufriendo relaciones sexuales dolorosas, así como también pueden presentarse interferencias con la vejiga, el intestino o dolencias vagas y generales, tales como dolor de cabeza, tos nerviosa, estreñimiento, irritabilidad, malestar estomacal.
Es una condición muy común que afecta a cerca de tres de cada diez mujeres.
Una forma móvil y la más común, y una forma fija, más rara, que es el resultado de fenómenos inflamatorios de diferente naturaleza, que causan adherencias que ancla el útero a sus ligamentos.
Es una variante de la anatomía de la mujer en la zona pélvica, que significa que la posición del útero esta hacia atrás en vez de hacia adelante.
Es una posición en la que está inclinado sobre la posición de la vejiga. También hacia órganos posteriores (la última parte del intestino, colon y recto).
Esta posición puede ser adquirida genéticamente o adquirida con más frecuencia como consecuencia de abortos, después de procesos inflamatorios, o ptosis (caída de los órganos), renal o gástrico.

## Características
Existen varias reacciones frente a este fenómeno, algunas mujeres no experimentan ningún problema, quedan fácilmente embarazadas y los embarazos se dan con normalidad. Sin embargo, sufren de dolor en la región lumbar , que es mayor en el período premenstrual. Otras sienten una sensación persistente de estirarse hacia abajo, sufriendo unas relaciones sexuales dolorosas, así como la interferencia con la vejiga, el intestino o dolencias vagas y generales, tales como dolor de cabeza, tos nerviosa, estreñimiento, irritabilidad, malestar estomacal.
Es una condición muy común que afecta a cerca de tres de cada diez mujeres.
Una forma móvil y la más común, y una forma fija, más rara, que es el resultado de fenómenos inflamatorios de diferente naturaleza, que causan adherencias que ancla el útero a sus ligamentos.

## Diagnóstico
Lo que se refiere al diagnóstico, con un examen pélvico revela la posición del útero. Sin embargo, a veces, se puede confundir con una masa pélvica o de un crecimiento de fibroma, pero es suficiente un examen rectovaginal, y se distingue entre una masa y un útero en retroversión. 
Finalmente, tenemos que considerar un examen de ultrasonido, con el que es posible determinar la posición específicamente del útero.

## Patología
Esta patología no presenta dificultades a la hora de la concepción y la mayoría de las mujeres tienen un parto normal, por lo general hay técnicas naturales para favorecer la fecundación tales como el levantar las piernas después de mantener relaciones.
Además hay una serie de ejercicios para fortalecer los músculos que rodean al útero y lograr la posición vertical.

Estos pueden ser tales como rodillas al pecho , las contracciones y relajaciones pélvicas , giros oblicuos y los ejercicios.

Es importante destacar que la retoversión uterina puede producirse con el propio embarazo, en estos casos el útero vuelve a la normalidad después que el feto se desarrolló entre las diez y doce semanas el útero se reacomodaría, por lo que es conveniente consultar al ginecólogo.

 

En raras ocasiones (1 cada 10.000 partos) el útero grávido en retroversión puede presentar una incarceración.

## Tratamiento
En una situación tan compleja (existen muchas diversidades de las consecuencias de la retroversión uterina), es comprensible que la cura no pueda ser la misma para todos los casos. 
En consecuencia, es cada vez que el ginecólogo determina si es necesario seguir algún tratamiento. En los casos en que la retroversión no causa problemas subjetivos y otorga embarazos normales, cada terapia, de hecho, sería totalmente innecesario. 
Cuando, en cambio, se considera necesario intervenir, se recurre a una intervención quirúrgica para corregir el desplazamiento del útero y fijarlo en la posición normal o natural. Después de esta operación, se encuentran escasas recurrencias, incluso en el caso de los embarazos. 
Por regla general contra la retroversión uterina previa, el respeto de las normas básicas de higiene y requisitos generales que los ginecólogos aconsejan a las partes o después de abortos.